# La dura legge del gol!
La dura legge del gol! è il quarto album in studio degli 883, pubblicato nel 1997.
Nella discografia del gruppo pavese si colloca come quinto album, il secondo senza Mauro Repetto, pur presente come autore in Finalmente tu e Se tornerai. Il brano La regola dell'amico fu il tormentone dell'estate 1997. L'album ha venduto oltre 800 000 copie.

## Il disco
Anche in questo disco si affrontano vari temi della vita quotidiana, per esempio l'amicizia (in brani come La regola dell'amico), la nostalgia (Se tornerai), il piacere di godersi qualcosa di nuovo per dimenticare tutti i problemi (Un giorno  così), la perseveranza e l'impegno (La dura legge del gol).
Nel brano sopracitato che dà il titolo all'album ci sono molti riferimenti al mondo dello sport e del calcio, infatti nel disco è contenuto un album di figurine con le foto dei membri del gruppo, e la copertina ricorda la tipica rovesciata di Carlo Parola che si vede negli album Calciatori Panini.

## Tracce
Testi e musiche di Max Pezzali, eccetto dove indicato.
1. Innamorare tanto – 4:09 (testo: Pezzali, Pier Paolo Peroni, Marco Guarnerio)
2. La regola dell'amico – 4:07
3. Nessun rimpianto – 4:23 (musica: Pezzali, Peroni, Guarnerio)
4. Non ti passa più – 3:39
5. Se tornerai – 3:39 (testo: Mauro Repetto)
6. La dura legge del gol – 5:04 (testo: Pezzali, Claudio Cecchetto; musica: Pezzali, Peroni, Guarnerio)
7. Un giorno così – 4:22
8. Andrà tutto bene – 4:14
9. Finalmente tu – 2:48 (testo: Repetto)
10. Non mi arrendo – 4:36 (musica: Pezzali, Peroni, Guarnerio)

Tracce bonus nell'Edizione Straordinaria del 2000
1. Dimmi perché (Remix) – 4:19 (testo: Repetto)
2. TPS (Demo Version) – 4:15 (testo: Repetto)
3. Innamorare tanto (Silver Mix) – 5:39 (testo: Pezzali, Guarnerio, Peroni)
4. La regola dell'amico (Silver Mix) – 4:26
5. Se tornerai (Book Remix) – 4:17 (testo: Repetto)
6. La dura legge del gol (Remix in Casa Sonica) – 5:23 (musica: Pezzali, Cecchetto, Guarnerio, Peroni)

## Formazione
- Max Pezzali – voce, tastiera, programmazione
- Roberto Priori – chitarra in La dura legge del gol e Un giorno così
- Marco Barusso – chitarra campionata in Innamorare tanto e Non ti passa più
- Michele Monestiroli – sassofono e cori in La regola dell'amico
- Daniele Moretto – tromba e cori in La regola dell'amico
- Alberto Tafuri – pianoforte in Non mi arrendo
- Roberto Drovandi – basso in La dura legge del gol e Non mi arrendo
- Saturnino – basso in La regola dell'amico; violino in La dura legge del gol
- Ivan Ciccarelli – batteria in Se tornerai, La dura legge del gol e Non mi arrendo

## Classifiche
| Classifica (1997) | Posizione massima |
| ----------------- | ----------------- |
| Europa            | 18                |
| Italia            | 1                 |
| Svizzera          | 12                |

### Classifiche di fine anno
| Classifica (1997) | Posizione |
| ----------------- | --------- |
| Europa            | 100       |
| Italia            | 7         |